# Antoine Lake
Antoine Lake är en sjö i Kanada.   Den ligger i provinsen Alberta, i den centrala delen av landet, 2 800 km väster om huvudstaden Ottawa. Antoine Lake ligger 554 meter över havet. Arean är 3,6 kvadratkilometer. Den sträcker sig 3,8 kilometer i nord-sydlig riktning, och 1,9 kilometer i öst-västlig riktning.
Omgivningarna runt Antoine Lake är en mosaik av jordbruksmark och naturlig växtlighet. Trakten runt Antoine Lake är nära nog obefolkad, med mindre än två invånare per kvadratkilometer.